# یارموت
یارموت (به انگلیسی: Yarmouth, Nova Scotia) یک شهرک در کانادا است که در یارموت کانتی واقع شده‌است.

## خصوصیات
یارموت ۶٬۷۶۱ نفر جمعیت دارد.